# 17060 Mikecombi
17060 Mikecombi este un asteroid din centura principală de asteroizi.

## Descriere
17060 Mikecombi este un asteroid din centura principală de asteroizi. A fost descoperit pe 9 aprilie 1999 la Stația Anderson Mesa în cadrul programului LONEOS. Asteroidul prezintă o orbită caracterizată de o semiaxă mare de 2,55 ua, o excentricitate de 0,15 și o înclinație de 12,2° în raport cu ecliptica.